# Cravinhos
Cravinhos est une municipalité brésilienne de l'État de São Paulo et la Microrégion de Ribeirão Preto.

## Démographie
| Évolution de la population (municipalité) | Évolution de la population (municipalité) | Évolution de la population (municipalité) | Évolution de la population (municipalité) |
| Année                                     | Population                                |                                           | %±                                        |
| ----------------------------------------- | ----------------------------------------- | ----------------------------------------- | ----------------------------------------- |
| 1920                                      | 26 551                                    |                                           |                                           |
| 1940                                      | 18 336                                    |                                           | −30,9%                                    |
| 1950                                      | 11 551                                    |                                           | −37,0%                                    |
| 1960                                      | 13 838                                    |                                           | 19,8%                                     |
| 1970                                      | 14 230                                    |                                           | 2,8%                                      |
| 1980                                      | 16 935                                    |                                           | 19,0%                                     |
| 1991                                      | 22 561                                    |                                           | 33,2%                                     |
| 2000                                      | 28 411                                    |                                           | 25,9%                                     |
| 2010                                      | 31 691                                    |                                           | 11,5%                                     |
| 2022                                      | 33 281                                    |                                           | 5,0%                                      |
| ,                                         |                                           |                                           |                                           |